# Olzai
Olzai (en sard, Ortzai) és un municipi italià, dins de la província de Nuoro. L'any 2007 tenia 1.046 habitants. Es troba a la regió de Barbagia di Ollolai Limita amb els municipis d'Austis, Nughedu Santa Vittoria (OR), Ollolai, Ottana, Sarule, Sedilo (OR), Sorradile (OR) i Teti.

## Administració
| Període | Identitat      | Partit        |
| ------- | -------------- | ------------- |
| 2006-   | Francesco Noli | Llista Cívica |